# ロックマン10 宇宙からの脅威!!
『ロックマン10 宇宙からの脅威!!』（ロックマンテン うちゅうからのきょうい!!、ROCKMAN 10）は2010年3月9日にカプコンより配信されたダウンロード販売専用のアクションゲームである。前作『ロックマン9 野望の復活!!』と同様にWii版とPS3版とXbox 360版のトリプルプラットフォームの配信で、日本ではWii版とPS3版は3月9日、XBLA版は3月31日よりそれぞれ配信された。

## 概要
ロックマンシリーズの第10作。『ロックマン9 野望の復活!!』と同様、グラフィックとサウンドはファミコン版の作品（『ロックマン』～『ロックマン6 史上最大の戦い!!』）を再現したものとなっている。
今作のステージ構成は、本編が8つの選択ステージと5つのワイリーステージの計13ステージで、それに加えて『ロックマン9』と同様に、追加コンテンツで購入できるタイムアタックステージが3つ用意されている。
前作で存在した本編以外のやり込み要素も収録されており、今作ではさらに新たな要素が追加されてボリュームアップしている（詳細は#ゲームモードを参照）。前作と同様、有料ダウンロードによる追加コンテンツ（上記のタイムアタックステージを含む）も用意されている。
第10作という節目の作品として、『ロックマン』～『ロックマン9』および『ロックマン&フォルテ』のサウンドクリエイターがBGMの作曲を行っている。
2017年発売のPlaystation 4、Xbox One、Microsoft Windows、および2018年発売のNintendo Switch用ソフト『ロックマン クラシックス コレクション2』にも収録されており、全てのダウンロードコンテンツが含まれている。

## ストーリー
度重なるDr.ワイリーの脅威から世界を救ってきたロックマンは、ライト博士たちと共に平和な日々を送っていた。
ところがある日、ロールは最近流行し始めた「ロボットエンザ（ロボット風邪）」に感染してしまう。その後ロボットエンザはまたたく間に世界中に拡がり、多くのロボットが倒れていった。そして発生から1ヶ月後、感染によって熱暴走を起こしたロボットたちが暴れはじめ、街を破壊して各地を占拠するという事件が起きてしまう。
時を同じくして、ライト博士らのもとにDr.ワイリーのUFOが墜落し、ロックマンに受け止められる。彼曰く、治療に必要なワクチンの作り方がわかったものの、製造機が暴走したロボットたちに強奪されてしまったらしい。それを聞いたロックマンは、ロールをはじめとする感染したロボットたちを救うために、ブルースと共に製造機の奪還に立ち上がった。

## ゲーム内容

### 前作からの変更点
難易度選択
本編開始時に「ノーマルモード」と「イージーモード」、そして条件を満たすことで追加される「ハードモード」から難易度を選択できる。
- 「イージーモード」は、落とし穴などを塞ぐように足場が追加されたり、一部の敵が出現しなくなったり、ダメージを受ける量が減少したりと、より簡単な構成になっている。
- 「ハードモード」は、前作の追加コンテンツである「ヒーローモード」に相当する、より高い難易度でプレイできる。

ただし、「ノーマルモード」以外は、ランキングには反映されない。
ブルースが本編のプレイヤーキャラクターとして使用可能
前作ではダウンロードによる追加コンテンツでのみ使用可能だったブルースだが、デフォルトで本編のプレイヤーキャラクターとして使用可能になった。本編開始時にロックマンとブルースのどちらかでプレイするかを選択するようになっており、さらに難易度選択も可能。また、前作ではストーリーが存在せず、本編とは別モードの扱いだったが、本作ではブルースにもシナリオが用意されている。ネジによるアイテムの交換や、チャレンジモードの条件も反映される（ただしランキングには反映されない）。
チャレンジモードを追加
前作にあった本編のプレイ中に様々な条件を達成していく「チャレンジ」に加え、専用のゲームモード「チャレンジモード」が追加。 『ロックマンロックマン』での同名のモードと同様、特定の条件や課題が定められた数々のステージを攻略する。
リプレイ機能
前作にあったタイムアタックモードに「リプレイ機能」を搭載。自分自身やランキング上位登録者のプレイを忠実に再現し、参考にすることができる。
「武器選択画面を開かずに特殊武器を切り替える操作」の適用
前作は武器選択画面に入ることでしか特殊武器を切り替えることができなかったが、『ロックマン7』から導入された武器選択画面に入らずに武器を切り替える操作が復活した。
レガシーモード廃止
前作ではオプションの項目で、ファミコンと同じようにキャラクターが多数表示された時にちらつきが発生する「レガシーモード」を設定できたが、本作では用意されていない。
難易度選択やロックマン以外のプレイヤーキャラクターという要素は、過去の作品にも存在したが、ナンバリング作品としては初となる。

### ゲームモード
GAME START（ゲームスタート）
本作のメインである本編をプレイするモード。
NEW GAME（ニューゲーム）
本編を最初から始める。選んだ後にプレイヤーキャラクターと難易度の選択ができる。キャラクターをロックマンで難易度をノーマルにした場合は、クリアするのにかかった時間のランキングに反映されるようになる。それ以外の組み合わせではランキングに反映されない。チャレンジは前作と違って、キャラクターと難易度に関係なくどれでも達成できるようになっている。
PLAYER SELECT（プレイヤーセレクト）
使用できるキャラクターはロックマンとブルースとフォルテの3人から選べるが、1度選ぶと再度キャラクター選択をすることはできない。なお、ブルースとフォルテの2人を選んだ場合はゲームをクリアするのにかかった時間によるランキングには反映されない。選んだキャラクターによって難易度とシナリオなどが変化する。
フォルテは追加コンテンツを購入することで選べるようになる（追加されると、タイトル画面にフォルテが追加される）が、『9』の追加コンテンツ版ブルースモードとは異なり、アイテム交換などが可能になっている。『ロックマン クラシックス コレクション2』では本編を1度クリアするか、隠しコマンドを入力すると解放される。
ROCKMAN（ロックマン）
能力は平均的だが、今作でもチャージショットとスライディングを使用することはできない。最初から持っているサポートアイテムはラッシュコイルのみで、ラッシュジェットはゲームを進めていくと使えるようになる。ショップでは10種のアイテムが購入できる。
追加コンテンツのスペシャルステージでボスを1度撃破すれば、スペシャルステージで使っていたボスの特殊武器が本編で使えるようになって、より有利な状態でプレイすることができる。
前作と同様、ショップでヘアスタイルブックを購入するとヘルメットを外したロックマンでプレイ可能になるが、通常時の2倍のダメージを受けるようになる。ショップでヘルメットを購入するかミスをすると元に戻る。この状態でしか達成できないチャレンジが存在する。
BLUES（ブルース）
ジャンプ中に前方からの敵弾を反射あるいはかき消すことのできるシールド防御に加えて、バスターをチャージすると威力の高いブルースストライクが撃てるチャージショットと、移動速度が速くて狭い所が通れて頭上の攻撃をかわすことができるスライディングが使用可能。また、ロックマンとバスターを構える位置が違うため、一部の敵にダメージを与えられる範囲が異なっている。その反面、ロックマンに比べて敵から受けるダメージが大きい、移動速度とジャンプ力がやや低い他、バスターも2発までしか連射できないと、基本能力が低い。そのため、ロックマンより難易度は少し高くなる。ただし、前作のブルースモードとは違ってノックバックする距離はロックマンと同じになっているので、前作より若干やり易くなっている。
最初からブルースコイルとブルースジェットの2つのサポートアイテムを所持している。前作はネジが一切なくショップでアイテムを購入できなかったが、今回はネジが用意されて購入できるようになった。ただし、購入できるアイテムはロックマンより値段が高く、種類も6つと少なくなっている。
FORTE（フォルテ）
ダッシュ移動（スライディングより移動速度が速いが、姿勢が低くならないため、頭上の攻撃をかわせず狭い所も通れない）とダッシュジャンプ（ダッシュ中にジャンプすると飛距離が伸びて、より遠くまで飛べる）のアクションに加えて、真下を除いた7方向への撃ち分けとボタン押しっぱなしで高速連射が可能な4連発バスターを持つ。 また、一部の敵が持つ盾を高速連射で弾き飛ばすこともできる。耐久面はロックマンと同等でブルースに比べれば目立ったデメリットはないが、バスター単発の威力がロックマンとブルースの約半分（ボスへ与えるダメージは同じである）、地形を貫通しない、発射中はジャンプ中以外一切移動できないといった制約がある。
最初から唯一のサポートアイテムであるゴスペルブーストを所持している。ショップで購入できるアイテムは7種で、値段・品ぞろえはブルースとほぼ同じだが、そのうち2種はフォルテ専用アイテムである。
ファミコングラフィックでフォルテが描かれるのは、本作が初めて。
DIFFICULTY
キャラクター選択に続いて、ゲームの難易度を選ぶことができる。選んだ難易度によってステージの構成やアイテムの設置などが変化する。
NORMAL（ノーマル）
仕掛けや敵の設置などは標準的でシリーズと同じような難易度でプレイできる。
EASY（イージー）
落とし穴などを塞ぐ足場を追加、仕掛け・敵・アイテムの配置が易しくなり、一部の敵の行動パターンが弱くなり、ダメージを受ける量が大幅に減少、この難易度のみに『ロックマン』に出現した「ヤシチ（弥七）」というライフエネルギーと全ての武器エネルギーが回復するアイテムが出現するようになったりするなど、より簡単な難易度でプレイできる。
ワイリーステージではセーブして途中から再開することができる。ただし、この難易度でプレイした場合はロックマンでもゲームをクリアするのにかかった時間によるランキングには反映されない。
HARD（ハード）
ノーマルモードをクリアすると選べるようになる。前作の追加コンテンツであるヒーローモードとスーパーヒーローモードの中間に相当する難易度。ノーマルモードに比べて仕掛け・敵・アイテムの配置が厳しくなり、一部の敵の行動パターンが強化されるなど、より難しくなっている。ただし、イージーモードと同様にこの難易度でプレイした場合はロックマンでもクリア時間のランキングには反映されない。
LOAD（ロード）
前回ステージをクリアした時とゲームオーバーになった時にセーブした所から再開できる。セーブデータは最大8個まで保存可能で、保存されるのはプレイ中のキャラクター・難易度の2つとクリアした選択ステージ（「イージーモード」のみ最後にセーブしたワイリーステージまで記録可能）と入手した特殊武器、サポートアイテム、ネジ、アイテムの4つと残り人数とプレイ時間と非表示のコンティニュー回数が記録される。「イージーモード」以外の難易度ではワイリーステージ2以降でセーブしてもロード後の再開時は必ずワイリーステージの最初からになる。なお、前作はゲームクリア時のセーブで集めたネジと残り人数を引き継いで最初からプレイできたが、本作ではどんなキャラクターと難易度の組み合わせでもセーブがなくて引き継いだ状態での最初からプレイすることはできない。
『ロックマン クラシックス コレクション2』を除き、追加コンテンツのデータを消去すると追加コンテンツで反映されているセーブデータを読み込むことができず、プレイすることはできない。再度読み込むようにするには、再ダウンロードするかバックアップで保存されている追加コンテンツのデータを本体に移せば読み込めるようになる。

TIME ATTACK（タイムアタック）
本編でプレイした各ステージをミスしないようにどれだけ早くクリアできるか挑戦でき、特殊武器とサポートアイテムを全て使うことができる。使用できるキャラクターはロックマンのみで、難易度はノーマルモードでプレイする。前作にステージ中で出現するアイテムは武器エネルギーの小・大とライフエネルギーの小・大しかなかったが、本作ではネジと1UPを除いた全てのアイテムが本編のノーマルモードと同じ配置で出現するようになっている。前作では武器選択画面に入っている間は時間が止まっていたが、本作では武器選択画面に入っている状態でも時間が経過するようになっているので、前作より早くクリアするのが難しくなっている。
最初からプレイできるステージは選択ステージ8つのみで、ワイリーステージは本編を1度クリアすると選べるようになる。無事にステージをクリアするとリプレイデータが保存され、いつでも見ることができる。ただし、あまりにも長い場合は記録されないことがある。ネットワークに接続して全世界のランキングに登録したり相手の記録やリプレイを見ることができる。このモードのプレイ内容はチャレンジ項目に反映されない。
また、配信されている追加コンテンツを購入することでこのモード専用のスペシャルステージがプレイできるようになって、全部で3つある。スペシャルステージのボスを1度撃破すると特殊武器が追加されて、全モードで使えるようになる。
『ロックマン クラシックス コレクション2』ではスペシャルステージを含めて、本編を1度クリアするか、隠しコマンドを入力すると解放される。また、本編のゲームモードにはこの項目はなく、ゲーム選択の『チャレンジ』という別モードに移行されており、そこで選ぶ必要がある。
UPDATE DATA SELECT
ステージごとに保存されているリプレイデータを再生できる。また、ネットワークに接続してタイムとリプレイデータを送信することができる。ただし、リプレイデータを送信できるのは1ステージのみで、別のステージのリプレイデータを送信した場合は前に送信したステージのリプレイデータは消えてしまい、送信してもランキングに30位以内に入っていないとリプレイデータを送信することはできない。

ENDLESS ATTACK
追加コンテンツを購入することで遊べるようになる。無限に続くステージをミスするまでひたすら進んでいく。使用できるキャラクターはロックマンのみで、特殊武器とサポートアイテムを全て使うことができる。タイムアタックモードの追加コンテンツのスペシャルステージのボスを1度撃破すると、スペシャルステージで使っていたボスの特殊武器が使えるようになる。
ステージ内には歴代シリーズの似た構成がたくさんあり、ステージ構成は1フロアにつき4 - 6画面分あり、一定の画面数になるごとに3画面分の選択ステージのボスの中からランダムで1体戦うボスフロアとなり、ボスに勝たないと先へ進むことができないようになっている。タイムアタックと同様に特殊武器とサポートアイテムを全て使うことができる。また、武器エネルギーの小・大とライフエネルギーの小・大以外のアイテムは出現しない。モード終了後に何画面分進んだかの成績が記録され、ネットワークに接続して全世界のランキングに登録したり見ることができる。このモードのプレイ内容はチャレンジ項目に反映されない。
『ロックマン クラシックス コレクション2』では本編を1度クリアするか、隠しコマンドを入力すると解放される。また、本編のゲームモードにはこの項目はなく、ゲーム選択の『チャレンジ』という別モードに移行されており、そこで選ぶ必要がある。

CHALLENGES
条件ごとに決められた短いステージをプレイして様々な条件（ゴールまで目指すなど）を達成したり、本編で難しい条件（ゲームを1回以上クリアするなど）を達成したりするやり込み用のモード。チャレンジ項目は全部で2種類で合計100個あり、達成していくとランクが上がるようになって、全て達成して王冠を金色にすることで達成率が100%になる。プレイ中にポーズのボタンを押して、チャレンジの項目を選ぶことでいつでも見ることができる。
『ロックマン クラシックス コレクション2』では本編のゲームモードにはこの項目はなく、ゲーム選択の『チャレンジ』という別モードに移行されており、そこで選ぶ必要がある。
CHALLENGE 1
短いステージをプレイしてステージごとに決められた条件を達成していくゲーム。ゴールまで目指したり、ボスを倒すなどのチャレンジが用意されている。使用できるキャラクターはロックマンのみで、使用できる特殊武器とサポートアイテムはステージによって異なり、ステージによっては攻撃などの制限がある。タイムアタックモードの追加コンテンツのスペシャルステージのボスを1度撃破すると、スペシャルステージで使っていたボスの特殊武器が使えるようになる。最初に選べるステージは限られており、選べないステージは難易度ごとのボス戦であり、各難易度のボスを1度戦ったり各難易度の本編を1度クリアすると選べるようになる。
ステージの半分以上は達成条件が2種類あり、銀色の王冠は通常の条件で、金色の王冠はノーダメージまたはバスターのみでかつノーダメージの条件であり、達成条件が1種類のみは達成さえすれば金色の王冠がもらえる。王冠の色によって達成率が違い、銀色の場合は0.5%で金色の場合は1%の達成になる。そのため、全て達成しても銀色がある場合は完全に達成したわけではない。1度金色の王冠を獲得すれば、再度プレイして銀色の王冠を獲得してしまっても金色の王冠ままで上書きされることはない。
CHALLENGE 2
前作と同様に本編で様々な条件を達成していく項目。達成することで金色の王冠がつくようになる。前作より大幅に少ないが、いずれも難しい条件になっている。このチャレンジの項目は全部で12個だが、全て達成するには本編で難易度を全て選べるようにする必要がある。難易度やキャラクターに関係なく、どれでも達成することができる。
Xbox 360版はこの項目が実績に割り当てられているので、チャレンジモード内では表示されない。

RANKING
ネットワークに接続して以下の2つの全世界のランキングを見ることができる。前作は順位に載るのは10位までであったが、本作は30位までと自分の記録が載るようになっている。また、タイムアタックはRANKINGを選ぶことでも見ることができる。ただし、前作と同じように通信の負担を防止するためで何度も接続するとしばらくの間接続できない状態になる。
『ロックマン クラシックス コレクション2』では本編のゲームモードにはこの項目はなく、ゲーム選択の『チャレンジ』という別モードに移行されており、そこで選ぶ必要がある。また、ネットワークを利用した全世界のランキングは見れなくなっている。
ENDLESS ATTACK RANKING
追加コンテンツ "ENDLESS ATTACK" 購入後に選ぶことができる。エンドレスアタックで進んだ距離（単位は画面）を見ることができる。
TIME ATTACK RANKING
タイムアタックでプレイした各ステージの時間のランキングを見ることができ、相手の記録にビデオのマークがあるとリプレイを再生することができ、プレイ内容を見ることができる。ただし、正式ではないリプレイの場合は正しく再生されず、リプレイが壊れている場合は再生できない。
ALL CLEAR RANKING
本編で早くクリアするのにかかった時間を見ることができる。前作とは違って、ランキングに載っているプレイヤーのチャレンジ項目の達成した内容を見ることはできなくなっている。

OPTIONS
ボタン配置の設定やプレイヤー名の再入力ができる。前作にあったレガシーモードは、本作では用意されていない。ボタン配置は2タイプから選べるが、武器選択の操作は変更できない。プレイヤー名はランキングやチャレンジで使う。
GAME MANUAL
PS3版のみの項目。取扱説明書のように操作方法やアイテムの説明などを見ることができる。
ADD-ON CONTENT
Wii版とXbox 360版のみの項目。ネットワークに接続して、有料の追加コンテンツを購入することができる。購入するには事前にポイントをチャージしないと購入できない。1度ダウンロードすれば追加コンテンツのデータを消去しても、再ダウンロードは無料である。ダウンロードした追加コンテンツはバックアップで保存することができるが、本体に移すことができるのはバックアップした本体のみである。PS3版の場合はこの項目がないので、PlayStation Storeで購入することになる。
『ロックマン クラシックス コレクション2』では予め全ての追加コンテンツが収録されているため、この項目は用意されていない。ただし、追加コンテンツを遊ぶためには、本編を1度クリアするか、隠しコマンドを入力する必要がある。

## 登場キャラクター

### メインキャラクター
DRN.001 ロックマン（Rockman）
ロボットエンザに感染し暴走したロボットたちを救うため、ワクチン製造機を取り戻す戦いに旅立つ。
前作と同様、チャージショットやスライディングを行うことはできない。
DRN.000 ブルース（Blues）
ロックマンの兄にあたるロボット。ロボットエンザの危機を解決すべく、ロックマンと共に戦う。
プレイヤーキャラクターとして使えるのは本編のみで、それ以外のモードは使用できない。
SWN.001 フォルテ（Forte）
ロックマンの最大のライバルで、Dr.ワイリーによって作られた戦闘用ロボット。
ロックマンとブルースのシナリオには登場しないが、追加コンテンツを購入することでプレイヤーキャラクターとして本編で使用可能になる。また、フォルテ専用のシナリオも用意されている。ただし、本編以外のモードは使用できない。
ライトットと同様、スーパーファミコンの『ロックマン7』から初登場したキャラクターのため、本作で初めて「ファミコングラフィックのフォルテ」が描かれるようになった（『ロックマン9』のエンディングで姿のみ登場）。また、イラストもファミコン版ロックマンに準じたものが新規で作成された。
フォルテモードを購入するとタイトル画面にフォルテの横顔が追加される。
DRN.002 ロール（Roll）
ロックマンの妹にあたる家庭用ロボット。今作ではロボットエンザに感染し倒れており、ほとんど出番はない。Dr.ワイリーが自分の基地から唯一持ち出したロボットエンザのワクチンを投与され、安静状態となっている。
ライトット（Rightot）
ライト博士の助手ロボット。ライトのアイテムの開発を手伝ったり、ロボットエンザにかかったロールの看病をする。
ブルースモードではヘルメットを被って変装し、ショップの店員としてブルースをサポートする。
タンゴ（Tango）
猫型攻撃支援ロボット。ブルースモードにのみ登場。
本来はラッシュやビートと同じサポートロボットだが、今回は変装したライトットと共にショップの店番をしている。元々はゲームボーイで発売された番外作品『ロックマンワールド5』のキャラクターであり、ナンバリング作品では初めての登場となる。
Dr.ライト（Dr.Right）
ロックマンらの生みの親である科学者。
集めたネジでロックマンのためにアイテムを開発してくれる。
Dr.ワイリー（Dr.Wily）
幾度となく世界征服を企てている科学者。今回はロボットエンザを治すためのワクチンの製造機を発明したものの、暴走したロボットに奪われてしまい本人も脱出時にUFOを半壊されてしまう。そのため這う這うの体でDr.ライトのもとへと逃げだし、ロックマンに製造機の奪還を頼む。同時にロボットエンザのワクチンの試作品を一つだけ持ち出しており、ロールに投与する。
ラッシュ（Rush）
ロックマンをサポートする犬型ロボット。ロックマンの本編でのみ登場する。
状況に応じてコイルでジャンプ台になったり、ジェットに変形して空を飛んだりしてロックマンをサポートする。
ビート（Beat）
ロックマンをサポートする鳥型ロボット。前作では追加コンテンツのブルースモードには登場しなかったが、本作では前作のロックマンに加えてブルースの本編にも登場するようになった。
ビートコールのアイテムがあれば、1度だけ画面外に落下しても助けてくれる。ビートコールの最大所持数が前作3個から今作では9個と大幅に増えている。
エディー（Eddie）
ロックマンをサポートする運搬型ロボット。ロックマンの本編でのみ登場する。
エディーコールのアイテムがあると、ランダムでアイテムを5つ運んでくる。前作と同じように最大3つあれば最大3回まで呼び出すことができる。
ロックマンの本編以外にも、チャレンジモードの一部のステージには武器エネルギーの補給役として登場する。
ゴスペル（Gospel）
フォルテをサポートする狼型ロボット。追加コンテンツのフォルテモードでのみ登場し、様々な形でフォルテをサポートする。
ゴスペルアイテムを使用すると、エディーと同様にアイテムを運んでくれるが、運ばれるアイテムは一つのみである。
ゴスペルレスキューを所持していると、ビートと同様に画面外に落下しても1回だけ助けてくれる。
サポートアイテムのゴスペルブーストを使用すればフォルテと合体し「スーパーフォルテ」になることもできる。
レゲー（Reggae）
ワイリーが作ったカラス型サポートロボット。追加コンテンツのフォルテモードでのみ登場し、ショップで集めたネジをアイテムと交換してサポートを行う。
元々は『ワイリー&ライトのロックボード』のキャラクターであり、ナンバリング作品では初めての登場となる。

### ボスキャラクター

#### 選択ステージのボスキャラクター
本作の選択ステージのボスは、ロボットエンザによって熱暴走したロボットたちである。それぞれの製作者は不明だが、カテゴリはワイリーナンバーズとなっている。
DWN.073 ブレイドマン（Blademan）
世界遺産である古城の刀剣型ガイドロボット。
武器や刀剣に関する知識は豊富だが、一度語り出すと止まらないタイプ。
ハードモードでは発射する刀の数が3本から5本に増え、さらに地面に着地した際の突進攻撃が追加される。
なお、過去に北米のみで発売されたDOS用『Mega Man III』に同名のボスが登場しているが、設定などの関連はまったくない。
DWN.074 ポンプマン（Pumpman）
水を操ることができる下水処理施設の浄水管理ロボット。
手動のポンプと消火栓を組み合わせたような姿をしており、手漕ぎポンプの原理で水を汲み上げる。ボランティアで街の落書き消しに参加するほど綺麗好き。
ハードモードでは、頭の給水レバーをブーメランのように投げつけてくる。
DWN.075 コマンドマン（Commandoman）
爆弾を遠隔操作し、地雷と共に爆発させる作業を行っていた地雷除去ロボット。ジャンプからの着地時に地震を起こすほどの巨体。
各地に出動要請を受けているために忙しいが、本人は各地のオイルを味わえるため逆に喜んでいる。
ハードモードでは腕を地面に叩きつけ、地震と爆風を起こす攻撃が追加される。
DWN.076 チルドマン（Chillman）
地球温暖化によって氷河が溶け出すのを食い止めるために造られた北極圏の自然観測ロボット。
写真撮影が趣味で、自然の大切さを訴えるために自身が撮った写真をインターネットにアップロードしている。
ハードモードでは画面中央に飛び上がり、5方向にチルドスパイクを飛ばす攻撃が追加される。
DWN.077 シープマン（Sheepman）
元は牧場の羊管理用ロボットだったが、自身の羊毛に蓄えられた静電気からヒントを得て、基板工場の静電気耐性試験課に転職した羊型ロボット。しかし飽きっぽい性格で、また転職を考えている。
ハードモードでは雷を落とす速度が速くなっているほか、ジャンプ後着地するたびに地を這う電撃が発生する。
DWN.078 ストライクマン（Strikeman）
様々な球種が投げられるスタジアムのバッティング練習用ロボット。野球ボールのような姿をしている。
正確にストライクゾーンに投げることができるが、打たれ続けると機嫌が悪くなり、気に入らない相手には入院させるほどの強力なデッドボールを投げる。
ハードモードでは高速回転しリバウンドストライカーを連続で投げる攻撃が追加される。この攻撃の後、ストライクマンは目を回してしばらく無防備になる。
DWN.079 ニトロマン（Nitroman）
映画やテレビで活躍している、天才的なライディングテクニックを持つスタント用ロボット。ロボットスタントクラブの主宰も務めている。
バイクに変形する機構を持ち、高速走行できる。
ハードモードでは行動パターンは増えないが、バイクでの突進と折り返しの速度が大幅に強化されている。
ステージBGMは公式PVのBGMとして使用されている。
『ロックマン クラシックス コレクション2』のミュージアムモード収録資料によると、開発段階では「ロードマン」という名称だった。
DWN.080 ソーラーマン（Solarman）
擬似太陽を作り出すために人工太陽の研究施設で働いていたロボット。
研究者であるがアウトドア派で、引きこもりがちの同僚たちに自ら考案した「ソーラー体操」を広めようとしている。
ハードモードでは上空からソーラーブレイズを連続して降らせる攻撃が追加される。
ステージBGMはフォルテモードPVのBGMとして使用されている。

#### スペシャルステージのボスキャラクター
追加コンテンツの「スペシャルステージ」のボスは、かつてロックマンワールドシリーズで登場した「ロックマンキラー」のロボットたちである。
RKN.001 エンカー（Enker）
スペシャルステージ1のボスキャラクター。『ロックマンワールド』に登場した、ロックマンキラーの第1号。
ステージBGMは『ロックマンワールド』のワイリーステージのアレンジとなっており、ステージ構成も『ロックマンワールド』のワイリーステージが元になっている。
ゲームボーイの作品からのキャラクターで、戦闘可能なボスとしては今作で初めて色が付いたファミコン風グラフィックで登場。
また、ワールドシリーズでは通常バスターのみしか倒すことができなかったが、本作では初めて弱点武器が存在するようになった。
RKN.002 パンク（Punk）
スペシャルステージ2のボスキャラクター。『ロックマンワールド3』に登場した、ロックマンキラーの第2号。攻撃パターンは変わっていないが、スクリュークラッシャーの発射速度や、変形した際の突進速度が上がって強化されている。
ステージBGMは『ロックマンワールド3』での彼の登場シーンのBGMが元になっている。
エンカーと同様に、今作で初めて色が付いたファミコン風グラフィックで登場。
RKN.003 バラード（Ballade）
スペシャルステージ3のボスキャラクター。『ロックマンワールド4』に登場した、ロックマンキラーの第3号。特定条件を満たしているとバイザーを降ろした姿で戦うことができる。
ステージBGMは『ロックマンワールド4』の彼との戦闘時のBGMをリミックスしたアレンジ。
エンカーとパンク同様、今作で初めて色が付いたファミコン風グラフィックで登場。

#### その他のボスキャラクター
ウェポンアーカイブ（Weapon Archive）
ワイリーステージ1のボス。『ロックマン(1)』～『ロックマン9』までのナンバリング作品から選出されたボスの武器と行動パターンをコピーした、計9体のコア。ステージ冒頭・中盤・最奥の3箇所に出現するフロアが配置され、それぞれのフロアで3体ずつ戦うことになる。コアは1体ずつ代わる代わる行動を行う（同時に複数行動はしない）ライフエネルギーは3体で共有しているように見えるが、それぞれにHPがあり、コアのHPがなくなるとそのコアが破壊される。
コピー元のボスは以下の通り。コアの外見は同一だが、フロア上部のモニタに、行動中のコアのコピー元のボスの姿が不鮮明な状態で表示される。また、弱点の特殊武器もコア毎に異なる。
- 冒頭のフロア：『ロックマン』よりエレキマン・『ロックマン2』よりウッドマン・『ロックマン3』よりジェミニマン
- 中盤のフロア：『ロックマン4』よりリングマン・『ロックマン5』よりナパームマン・『ロックマン6』よりフレイムマン
- 最奥のフロア：『ロックマン7』よりスラッシュマン・『ロックマン8』よりフロストマン・『ロックマン9』よりトルネードマン

スラッシュマンとフロストマンの姿および攻撃のエフェクトは、ファミコン風のドット絵で新規に描き下ろされている。
ハードモードでは攻撃方法が追加されないが、攻撃する回数が増えて行動のスピードも速くなっている。
クラブパンチャー（Crab Puncher）
ワイリーステージ2のボス。画面右側を専有する巨大なカニ型ロボット。両腕のハサミを伸ばしてのパンチや口からの泡で攻撃する。ハサミは防御にも使用する。このボス戦は強制スクロールで、常にボスのいる方向に流される。弱点は両方の目でそれぞれがライフエネルギー半分の耐久力を持つ。また両腕のハサミも破壊可能。
ハードモードでは、ボスが左方向に限界まで前進してくる他、目がランダムで動くようになり、より攻撃が当てづらくなっている。
ブロックデビル（Block Devil）
ワイリーステージ3のボス。『ロックマン1』で登場したイエローデビルと、『ロックマン2』で登場したピコピコくんが組み合わさったようなボスである。部屋の一部を構成している16個の紫のブロックが、画面中央で一つの大きなブロックへの合体と分離を繰り返す。合体時は画面外から出現したコアがブロックと一体化し、ビームや光球を発射して攻撃する。ダメージはコアにしか与えることができず、紫のブロックは合体時も分離時も破壊できない。またコア単体が部屋の外からブロックを操作して攻撃することもある。
イージーモード以外の難易度では、このボスを撃破した瞬間に紫のブロックが消滅するので、その時に上にいると落下して、ステージクリアにはならずミスとなる。
ハードモードでは攻撃方法の追加はないが、ブロックやコアの動きやビームなどの攻撃が非常に速くなっている。
ワイリーマシン（Wily Machine）
ワイリーステージ4のボス。第1形態は海賊船のような外見をした大型の飛行メカ。ドクロの顔が弱点で、直進する大型ミサイルと小型の追尾ミサイルで攻撃する。通常のジャンプでは届かない程度の高度で飛行しているが、大型ミサイルを足場として利用可能。
第2形態はドクロが破壊され、露出したコックピットが新たな弱点となる。常にほとんどの武器が届かない程の高さを飛行し、時折地上近くまで降下してくる。不規則に動く弾や、広範囲を攻撃する雷を発射して攻撃してくる。また、当たると身動きが取れなくなる檻も撃ってくるが、これはバスターを数発当てると破壊できる。
ハードモードでも行動にほとんど変化がない。
前作に引き続き、名称の末尾に「～号」の表記が存在しない。
ワイリーカプセル（Wily Capsule）
ワイリーステージ5のボス。ダミーとの二体一組で登場し、ダミーに攻撃を当てると反撃をしてくる。ダミーは本物のワイリーと色合いが若干異なり（ダミーは灰色）、また本物は時折くしゃみをする等、特有の行動を取ることがある。本物とダミーの間を行き来しながら広範囲を攻撃する光球や、追尾弾を発射して攻撃する。
戦いの舞台は宇宙であり、水中と同じようにジャンプ力が高い状態で戦うことになる。
ハードモードでは攻撃方法は追加されないが、発射される弾がより速くなっている。

## 特殊武器

### ボスの特殊武器
トリプルブレイド（TRIPLE BLADE） - 消費：1
剣を3本同時に発射する。地上にいるときと空中にいるときとで、発射する角度に違いがある。敵に近づいて撃つことでまとめてヒットし、大きなダメージを与えることができる。
ウォーターシールド（WATER SHIELD） - 消費：4
自分の周囲に水弾を8個回転させる特殊武器。水弾にはそれぞれ攻撃判定があり、敵弾を防ぐこともできるが水弾は減っていき、隙間が増える。シールド展開中にもう一度攻撃ボタンを押すと、水弾が本体を中心として拡散される。
コマンドボム（COMMANDO BOMB） - 消費：3
前方に爆弾を発射する。壁に当たると上下に、天井か床に当たると左右に、それぞれ爆風が広がっていく。爆弾発射後、十字キーの追加入力で、2回まで軌道の変更が可能。ただし、飛行している方向の反対方向への方向転換はできない。また、発射してからわずかだが、軌道が変更できない時間がある。爆風の威力は高いものの､弾を直接当てると威力がかなり下がってしまう。
チルドスパイク（CHILL SPIKE） - 消費：1
放物線軌道を描く冷凍弾を発射する。飛距離は短い。敵に直接当てた場合は威力が低いが、代わりに凍結させて動きを止めることができる。ただし、耐久度が0になった敵は破壊される。また、一部の敵はダメージを与えるだけで凍結しない。また、地形に当てると氷の棘に変化し、威力が高くなるが、敵に当たるか自然消滅するまで次弾を打てなくなる。
サンダーウール（THUNDER WOOL） - 消費：4
雷雲を上方向に浮かべ、しばらくしてから地上目掛けて落雷で攻撃する。落雷は雷雲から床に向けて真下に攻撃判定が発生する。床が無い場合は画面の下まで伸びる。雷雲そのものにも攻撃判定があるが、落雷より威力が低く、そこで雲が消滅してしまう。雷雲は地形の影響を受け、天井に当たるとそこで止まる。落雷が起きるまでに1.5秒ほどタイムラグがある。落雷が始まると雲に攻撃判定がなくなる。
リバウンドストライカー（REBOUND STRIKER） - 消費：2
地形に当たると跳ね返り、その度に威力が上昇していく弾を前方に投げる。十字キーの上下どちらかを押しながら攻撃ボタンを押すことにより、斜め上下どちらかへの発射も可能。水平に投げた場合、地形に当たると斜め上45度（空中で投げた場合は斜め下45度）、以降は90度跳ね返る。地形に5回当たると消滅する。発射する時に投げモーションを取るため、歩きながらの攻撃はできない。
ホイールカッター（WHEEL CUTTER） - 消費：1
高速回転する車輪状のカッターを発射する。攻撃ボタンの押しっぱなしで、射撃モーションのまま腕にカッターを留めることが可能だがカッターを留めたままハシゴの昇降はできない。ボタンを放すと発射する。発射したカッターは、少しの間だけゆっくりと、少し経つと速いスピードで地面を這って行く。壁に当たると一瞬停滞してから壁に沿って登っていき、天井に当たると消える。腕にカッターを留めた状態で壁に触れると、ロックマン本体ごと壁を登って移動できる。
ソーラーブレイズ（SOLAR BLAZE） - 消費：2
小型の太陽のような弾を前方に発射する。弾は少し進むと停滞し、少し経ってから左右に分裂して飛んでいく。敵に当たるとすぐに分裂する。分裂した弾は敵を貫通する。

### 追加コンテンツのボスの特殊武器
追加コンテンツによってタイムアタックに追加されるステージの各ボスを倒すことで手に入る武器。
　一度倒した場合、以降ゲーム本編で最初から使用可能になるが、ロックマンしか使用できない。
ミラーバスター（MIRROR BUSTER） - 消費：1（跳ね返し時）
スペシャルステージ1のボス、エンカーを倒すと使用可能になる特殊武器。攻撃ボタンの押しっぱなしで射撃モーションを維持し続けて前方にエネルギーの壁を発生させる。この状態に攻撃判定はなく、待機中は武器エネルギーを消費しない。待機モーション中に正面から敵の弾を受けるとウェーブ状のエネルギー弾を発射し、このときに武器エネルギーを消費する。
スクリュークラッシャー（SCREW CRUSHER） - 消費：1/8
スペシャルステージ2のボス、パンクを倒すと使用可能になる特殊武器。放物線軌道で飛ぶ回転ノコギリを投げる。画面内に4発まで発射が可能。
バラードクラッカー（BALLADE CRACKER） - 消費：1/2
スペシャルステージ3のボス、バラードを倒すと使用可能になる特殊武器。前方に爆弾を投げる。爆弾は地形や敵に当たると爆風を起こす。十字キーの入力によって、真下以外の7方向に爆弾を投げる方向を変えることが可能。ただし、ほかのロックマンシリーズの似たような特殊武器とは違い、体の中心からではなく、腕の先から打ち分ける。

### その他特殊武器
ラッシュコイル（RUSH COIL） - 消費：2（最初から使用可能）
ロックマンのみ使用可能。ロックマンが上に乗ると大ジャンプができる。
ラッシュジェット（RUSH JET） - 消費エネルギー：-（ステージを4つクリア）
ロックマンのみ使用可能ラッシュが飛行形態に変形する。乗ると前方に一定速度で移動し、徐々にエネルギーが減っていく。操作は方向キー上下で高さ調整と後ろで減速ができる。
ブルースコイル（BLUES COIL） - 消費：2（最初から使用可能）
ブルースのみ使用可能。ブルースが上に乗ると大ジャンプができる。
ブルースジェット（BLUES JET） - 消費エネルギー：-（最初から使用可能）
ブルースのみ使用可能。乗ると前方に一定速度で移動し、徐々にエネルギーが減っていく。操作は方向キー上下で高さ調整と後ろで減速ができる。
ゴスペルブースト（GOSPEL BOOST） - 消費：-（最初から使用可能）
フォルテのみ使用可能。相棒のゴスペルを目の前に呼び出し、触ると合体して空中を移動できるようになる。合体中は武器エネルギーを消費し続けるが、減っていくスピードが速い。また、この武器を選択中かつ合体していない場合、武器がロックバスターと同じものになる。

## 追加コンテンツ
本ソフトはネットワークによる追加コンテンツの配信に対応している。Wii版とXbox 360版ではトップメニューの "ADD-ON CONTENT" から購入可能。PS3版の場合はPlayStation Storeで購入可能。前作と違って、配信日は全機種共通になっている。全てのコンテンツが配信中で、配信されているコンテンツは以下の通り。詳細は#ゲームモードを参照。
『ロックマン クラシックス コレクション2』では予め全ての追加コンテンツが収録されている。ただし、追加コンテンツを遊ぶためには、本編を1度クリアするか、隠しコマンドを入力する必要がある。
| 名称                | 配信日        | 価格                                                                       | 必要ブロック数 (Wii版） |
| ------------------- | ------------- | -------------------------------------------------------------------------- | ----------------------- |
| フォルテモード      | 2010年4月6日  | 200Wiiポイント (Wii版）、200円 (PS3版）、160マイクロポイント (Xbox 360版） | 2ブロック (Wii版）      |
| スペシャルステージ1 | 2010年4月6日  | 100Wiiポイント (Wii版）、100円 (PS3版）、80マイクロポイント (Xbox 360版）  | 2ブロック (Wii版）      |
| スペシャルステージ2 | 2010年4月27日 | 100Wiiポイント (Wii版）、100円 (PS3版）、80マイクロポイント (Xbox 360版）  | 2ブロック (Wii版）      |
| スペシャルステージ3 | 2010年4月27日 | 100Wiiポイント (Wii版）、100円 (PS3版）、80マイクロポイント (Xbox 360版）  | 2ブロック (Wii版）      |
| エンドレスアタック  | 2010年4月27日 | 300Wiiポイント (Wii版）、300円 (PS3版）、240マイクロポイント (Xbox 360版） | 3ブロック (Wii版）      |

## 他機種版
| No. | タイトル                              | 発売日        | 対応機種                     | 開発元                      | 発売元   | メディア             | 型式 | 売上本数 | 備考                            |
| --- | ------------------------------------- | ------------- | ---------------------------- | --------------------------- | -------- | -------------------- | ---- | -------- | ------------------------------- |
| 1   | ロックマン クラシックス コレクション2 | 2017年8月10日 | PlayStation 4 Xbox One Steam | ナウプロダクション バレット | カプコン | BD-ROM・ダウンロード | -    | -        | 他シリーズの3作品との合同収録作 |
| 2   | ロックマン クラシックス コレクション2 | 2018年5月24日 | Nintendo Switch              | ナウプロダクション バレット | カプコン | ダウンロード         | -    | -        | 他シリーズの3作品との合同収録作 |